# Matthias Eberle
Matthias Eberle (* 23. April 1944 in Eger; † 17. März 2022 in Berlin) war ein deutscher Kunsthistoriker, der an der Kunsthochschule Berlin-Weißensee lehrte. Zusammen mit seiner Frau Margaret Nouwen war er für sein Max-Liebermann-Werkverzeichnis bekannt.

## Werke (Auswahl)
- Individuum und Landschaft. Zur Entstehung und Entwicklung der Landschaftsmalerei, Ulmer Verein, Verband für Kunst- und Kulturwissenschaften, Kunstwissenschaftliche Untersuchungen Bd. 8. Gießen, Anabas, 1980. ISBN 3-87038-063-2
- Max Liebermann. Werkverzeichnis der Gemälde und Ölstudien. München, Hirmer, 1995. ISBN 3-7774-6760-X
- Im Spiegel der Geschichte. Realistische Historienmalerei in Westeuropa 1830–1900.München, Hirmer, 2017. ISBN 978-3-7774-2798-0